# Queen + Adam Lambert Tour
Queen + Adam Lambert Tour – debiutancka trasa koncertowa projektu Queen + Adam Lambert, która odbyła się latem 2012. W trakcie trasy Queen po raz pierwszy wystąpił w Polsce.

## Program koncertów
1. „Flash” (z płyty)
2. „The Hero” (instrumentalny bit)
3. „Seven Seas of Rhye”
4. „Keep Yourself Alive”
5. „We Will Rock You” (szybka wersja)
6. „Fat Bottomed Girls”
7. „Don’t Stop Me Now”
8. „Under Pressure”
9. „I Want It All”
10. „Who Wants to Live Forever”
11. „A Kind Of Magic”
12. „These Are the Days of Our Lives”
13. „Love of My Life”
14. „’39”
15. „Dragon Attack”
16. „Drum Solo”
17. „Last Horizon”
18. „Guitar Solo”
19. „I Want to Break Free”
20. „Another One Bites The Dust”
21. „Radio Ga Ga”
22. „Somebody To Love”
23. „Crazy Little Thing Called Love”
24. „The Show Must Go On”
25. „Bohemian Rhapsody”

Bisy:
1. „Tie Your Mother Down”
2. „We Will Rock You”
3. „We Are the Champions”
4. „God Save the Queen”

W Moskwie poza programem zespół zagrał utwór „Life Is Real”, a na ostatnim koncercie w Londynie „You're My Best Friend”. W solo gitarowe wykonywane na koncercie we Wrocławiu Brian May wplótł swój solowy instrumentalny utwór „Last Horizon”.

## Skład
- Brian May – gitara, śpiew w „’39” i „Love of My Life”
- Roger Taylor – perkusja, śpiew w „A kind of Magic”, „These Are the Days of Our Lives” i „Under Pressure”
- Adam Lambert – śpiew
- Spike Edney – klawisze
- Neil Fairclough – gitara basowa
- Rufus Taylor – instrumenty perkusyjne

## Lista koncertów
1. 30 czerwca 2012 – Kijów, Ukraina – Maidan Nezalehnosti
2. 3 lipca 2012 – Moskwa, Rosja – Olimpijskij
3. 7 lipca 2012 – Wrocław, Polska – Stadion Miejski
4. 11 lipca 2012 – Londyn, Wielka Brytania – Hammersmith Apollo
5. 12 lipca 2012 – Londyn, Wielka Brytania – Hammersmith Apollo
6. 14 lipca 2012 – Londyn, Wielka Brytania – Hammersmith Apollo